# エイドリアン・スワン
エイドリアン・スワン（英語: Adrian Swan、1932年5月21日 - 2006年2月21日）は、オーストラリア、メルボルン出身のフィギュアスケート選手（男子シングル・ペア）。パートナーはグウェネス・モロニー。
1952年オスロオリンピックオーストラリア代表。1952年イギリス選手権優勝。

## 主な戦績

### 男子シングル
| 大会/年        | 1951-52 |
| -------------- | ------- |
| オリンピック   | 10      |
| 世界選手権     | 10      |
| イギリス選手権 | 1       |

### ペア
| 大会/年              | 1949-50 |
| -------------------- | ------- |
| オーストラリア選手権 | 1       |